# Сантяго дел Естеро (провинция)
Сантя̀го дел Естѐро (на испански: Santiago del Estero) е една от 23-те провинции на Аржентина. Намира се в северната част на страната. Провинция Сантяго дел Естеро е с население от 958 251 жители (по изчисления за юли 2018 г.) и обща площ от 136 351 км². Столица на провинцията е едноименния град Сантяго дел Естеро.